# Trogon couroucou
Trogon curucui
Espèce
Statut de conservation UICN

 LC  : Préoccupation mineure
Le Trogon couroucou (Trogon curucui) est une espèce d'oiseau de la famille des Trogonidae.

## Description
Cet oiseau mesure environ 24 cm de longueur pour une masse de 39 à 63 g. Son ventre est rouge vermillon.

## Répartition
Son aire s'étend à travers la moitié nord de l'Amérique du Sud (à l'est des Andes).

## Habitat
Cet oiseau peuple les forêts primaires et secondaires.

## Alimentation
Cette espèce est surtout insectivore mais consomme aussi des fruits et des baies.

## Divers
Ces oiseaux sont représentés dans la littérature dans l'oeuvre de Jules Verne L’île mystérieuse, dans le chapitre VI de la première partie. En effet, ils sont chassés pour leur chair très délicate par Pencroff et Harbert qui les abattent à coups de bâton, les oiseaux ne s'envolant pas, restant sur des basses branches à attendre le passage de quelques insectes qui leur servaient de nourriture.